# Magyar Tudományos Akadémia Értesitöje
Magyar Tudományos Akadémia Értesitöje (abreviado Magyar Tud. Akad. Értes.) fue una revista científica con ilustraciones y descripciones botánicas que fue editada en Budapest, publicándose 23 números desde 1867 hasta 1890. Fue precedida por Magyar Akad. Értes. Math. Természettud. Oszt. Kösl. y reemplazada por Akad. Értes.